# Neoramia setosa
Neoramia setosa är en spindelart som först beskrevs av Bryant 1935.  Neoramia setosa ingår i släktet Neoramia och familjen trattspindlar. Inga underarter finns listade i Catalogue of Life.